# Matrice d'une application linéaire
En algèbre linéaire, la matrice d'une application linéaire est une matrice de scalaires qui permet de représenter une application linéaire entre deux espaces vectoriels de dimensions finies, étant donné le choix d'une base pour chacun d'eux.

## Définition
Soient :
- E et F deux espaces vectoriels sur un corps commutatif[1] K, de dimensions respectives n et m ;
- B = (e1, … , en) une base de E, C une base de F ;
- φ une application de E dans F.

Alors :
- l'application φ est linéaire si et seulement s'il existe une matrice A de Mm,n(K) telle que
pour tout vecteur x de E, la colonne des coordonnées dans C de φ(x) soit le produit à gauche par A de la colonne de coordonnées de x dans B ;
- une telle matrice A est alors unique : ses n colonnes sont les coordonnées dans C des n vecteurs φ(e1), … , φ(en).

Cette matrice A est appelée la matrice de φ dans le couple de bases (B, C) et notée matB, C(φ), ou parfois MCB(φ).
Plus formellement, matB, C(φ) est caractérisée par :

## Exemple

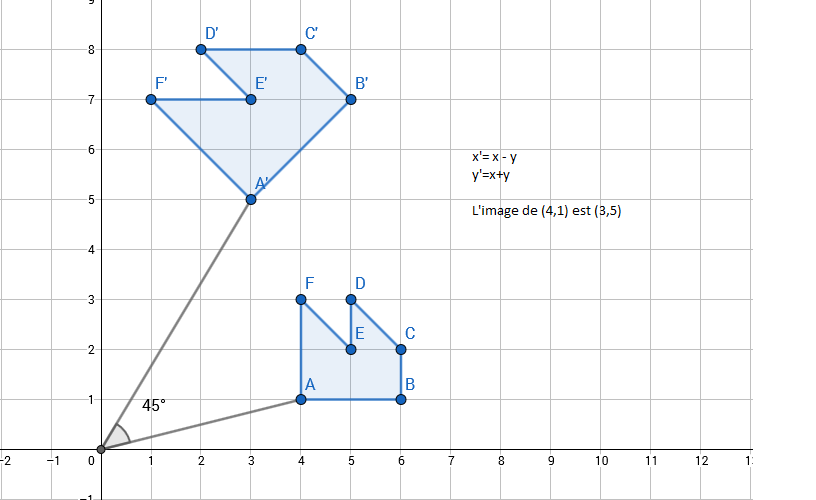
Similitude vectorielle.

Dans le plan vectoriel euclidien ℝ2, la similitude directe de rapport √2 et d'angle 45° (voir illustration) est linéaire.
Sa matrice dans la base canonique (ou dans toute base orthonormée directe) est {\displaystyle {\begin{pmatrix}1&-1\\1&1\end{pmatrix}}}.
Soit :
{\displaystyle {\begin{pmatrix}x'\\y'\end{pmatrix}}={\begin{pmatrix}1&-1\\1&1\end{pmatrix}}{\begin{pmatrix}x\\y\end{pmatrix}}}

## Propriétés
- La matrice matB, C(φ) fournit, colonne par colonne, les coordonnées dans C des n vecteurs φ(e1), … , φ(en) de F, qui engendrent l'image de φ. Quant au noyau de φ, c'est le sous-espace vectoriel de E constitué des vecteurs dont les coordonnées dans B sont les solutions X du système linéaire homogène matB, C(φ) X = 0.
- L'application de L(E, F) dans Mm,n(K) qui à chaque φ associe sa matrice dans (B, C) est un isomorphisme d'espaces vectoriels.
- Si ψ est une deuxième application linéaire de F dans un troisième espace vectoriel G de base D alors, relativement aux bases B, C, D, la matrice de la composée ψ∘φ est égale au produit des matrices de ψ et φ. Plus précisément[2] :{\displaystyle \operatorname {mat} _{B,D}(\psi \circ \varphi )=\operatorname {mat} _{C,D}(\psi )\times \operatorname {mat} _{B,C}(\varphi )}.
- Pour toute matrice M de Mm,n(K), l'application X ↦ MX, du K-espace vectoriel Mn, 1(K) dans le K-espace vectoriel Mm, 1(K), est linéaire[4] et sa matrice dans les bases canoniques est M. En conséquence, il arrive souvent que l'on identifie la matrice M avec cette application linéaire. On parlera alors de noyau de la matrice, d'espaces propres de la matrice, d'image de la matrice, etc.